# Czarnia (gmina)
Czarnia (do 1931 gmina Wach) – gmina wiejska w województwie mazowieckim, w powiecie ostrołęckim. Siedziba gminy to Czarnia. 
W latach 1975–76 i 1982–98 gmina położona była w województwie ostrołęckim.
Według danych z 30 czerwca 2004 gminę zamieszkiwało 2635 osób. Natomiast według danych z 31 grudnia 2023 roku gminę zamieszkiwało 2214 osób.

## Historia
Gmina Czarnia powstała 11 lipca 1931 w powiecie ostrołęckim w woj. warszawskim z obszaru zniesionej gminy Wach, która trzy miesiące wcześniej przeszła znaczną redukcję terytorialną. 16 października 1933 gminę Czarnia podzielono na 12 gromad: Bandysie, Brzozowy Kąt, Charciabałda, Cupel, Czarnia, Długie, Kopaczyska, Michałowo, Olszyny, Ruchaje, Surowe i Zawady. 1 kwietnia 1939 roku gminę Czarnia wraz z całym powiatem ostrołęckim przyłączono do woj. warszawskiego.
Po wojnie gmina zachowała przynależność administracyjną sprzed wybuchu wojny. Według stanu z 1 lipca 1952 roku gmina była podzielona na 11 gromad: Bandysie, Brzozowy Kąt, Charciabałda, Cupel, Czarnia, Długie, Kopaczyska, Michałowo, Olszyny, Ruchaje, Surowe i Zawad, a więc już bez gromady Charciabałda, którą włączono do gminy Myszyniec. Gmina została zniesiona 29 września 1954 roku wraz z reformą wprowadzającą gromady w miejsce gmin, a jej obszar podzielono między nowe gromady:
- Bandysie (Bandysie i Długie),
- Czarnia (Brzozowy Kąt, Czarnia i Ruchaje),
- Surowe (Cupel, Michałowo i Surowe),
- Zalesie (Olszyny),
- Zawady (Kopaczyska i Zawady).

Gminę Czarnia reaktywowano 1 stycznia 1973 roku w tymże powiecie i województwie, w składzie 10 sołectw: Bandysie, Brzozowy Kąt, Cupel, Cyk, Czarnia, Długie, Michałowo, Olszyny, Rutkowo i Surowe. W granicach gminy Czarnia znalazł się po raz pierwszy Cyk, należący dawniej do gminy Myszyniec. 1 czerwca 1975 roku gmina weszła w skład nowo utworzonego woj. ostrołęckiego.
2 lipca 1976 roku gmina została zniesiona przez połączenie z dotychczasową gminą Myszyniec w nową gminę Myszyniec.
Gminę Czarnia reaktywowano 1 października 1982 w składzie 9 sołectw: Bandysie, Brzozowy Kąt, Cupel, Cyk, Czarnia, Długie, Michałowo, Rutkowo i Surowe, wyłączonych z gminy gminy Myszyniec, a więc bez Olszyn, które pozostały w gminie Myszyniec.

## Struktura powierzchni
Według danych z roku 2002 gmina Czarnia ma obszar 92,53 km², w tym:
- użytki rolne: 60%
- użytki leśne: 38%

Gmina stanowi 4,41% powierzchni powiatu.

## Poczet wójtów
III Rzeczpospolita
- I kadencja (1990-1994) – Czesław Jurga
- II kadencja (1994-1998) – Czesław Jurga
- III kadencja (1998-2002) – Czesław Jurga
- IV kadencja (2002-2006) – Czesław Jurga
- V kadencja (2006-2010) – Czesław Jurga
- VI kadencja (2010-2014) – Czesław Jurga
- VII kadencja (2014-2018) – Stanisław Pyśk
- VIII kadencja (2018-2023) – Marek Piórkowski

## Demografia

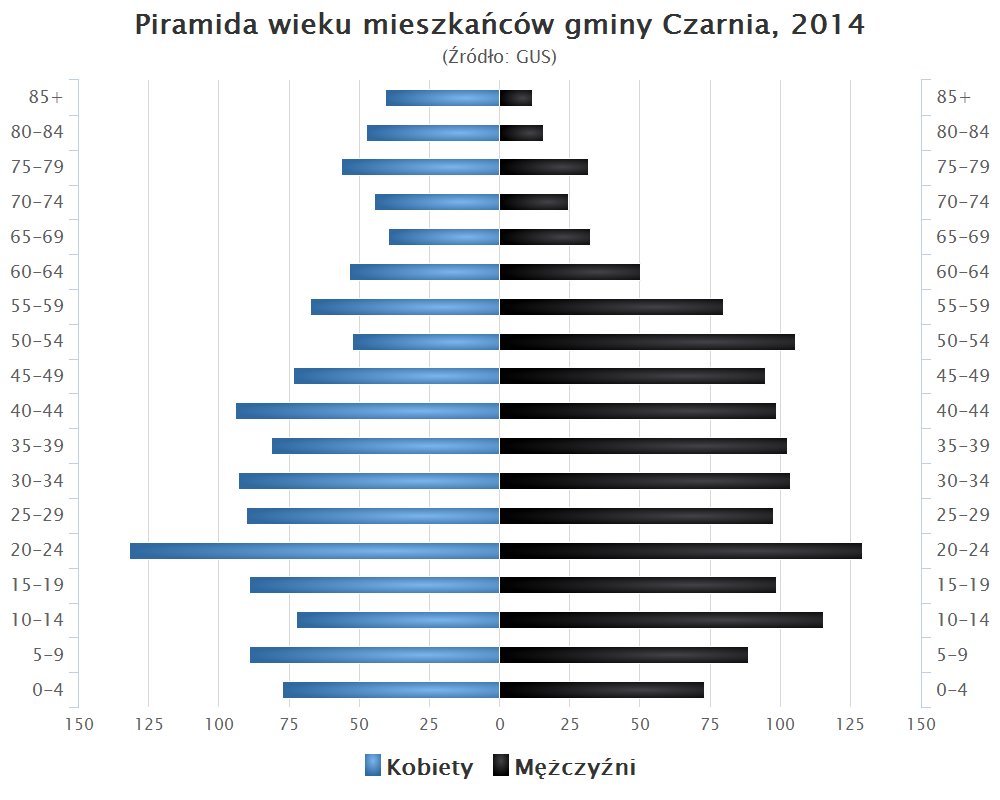
Piramida wieku mieszkańców gminy Czarnia w 2014 roku

Dane z 30 czerwca 2004:
| Opis                              | Ogółem | Ogółem | Kobiety | Kobiety | Mężczyźni | Mężczyźni |
| --------------------------------- | ------ | ------ | ------- | ------- | --------- | --------- |
| jednostka                         | osób   | %      | osób    | %       | osób      | %         |
| populacja                         | 2635   | 100    | 1280    | 48,6    | 1355      | 51,4      |
| gęstość zaludnienia (mieszk./km²) | 28,5   | 28,5   | 13,8    | 13,8    | 14,6      | 14,6      |

## Sołectwa
Gmina Czarnia składa się z 9 sołectw: Bandysie, Brzozowy Kąt, Cupel, Cyk, Czarnia, Długie, Michałowo, Rutkowo, Surowe.
Pozostałe miejscowości podstawowe: Brzozowy Kąt (gajówka), Chrzonek, Dunaj.

## Sąsiednie gminy
Baranowo, Chorzele, Myszyniec, Rozogi, Wielbark